# Really? Really!
Really? Really! est le troisième visual novel eroge de la série Shuffle! créé par Navel pour Microsoft Windows. Le jeu continue le scénario de Kaede dans Shuffle!. Il est sorti dans une édition limitée le 24 novembre 2006 au prix de 9240 yen, tandis que l'édition « standard » est sortie le 17 avril 2007.
Navel a annoncé la sortie pour 2009 sur Nintendo DS d'une version de Really? Really! sans contenu sexuel explicite, à la manière de Shuffle! On The Stage sur PlayStation 2.
Les dates de sortie indiquées sont celles pour le Japon.

## Le systèmeReally!
Dans Really? Really!, Kaede perd la mémoire, et le joueur doit reconstituer ses souvenirs au cours de la partie. En utilisant des « mots-clefs » qu'il obtient en revoyant des événements dans les souvenirs de Kaede, le joueur doit y corriger des erreurs.
Par exemple, la première erreur de Kaede est de croire que Midoriba Itsuki est une fille (c'est un garçon). En utilisant une action nommée « Really Attack », le joueur sélectionne le mot-clef « Midoriba Itsuki », ce qui permet à Rin de dire « Really! », et la scène dans la mémoire de Kaede se rejoue correctement.
Le joueur a droit à un maximum de cinq erreurs par jour en corrigeant les souvenirs de Kaede. Pour obtenir les bonus correspondants à un chapitre, il doit réussir la correction des souvenirs de ce chapitre à 100 %. S'il fait plus de cinq erreurs en un jour, le jeu se termine.
Si le joueur pense qu'il n'a pas trouvé le bon mot-clef pour une scène, il a la possibilité de passer cette scène, pour y revenir plus tard quand il a plus de mots-clefs. C'est possible car le joueur a généralement accès à plusieurs événements à jouer et à corriger dans le menu de sélection des événements.
Lorsqu'il a réussi à corriger tous les événements d'une journée, le joueur peut les revoir du point de vue de Kaede, ce qui apporte des informations supplémentaires sur ses pensées. C'est le seul moment où on entend la voix de Rin. D'autres personnages peuvent également faire des commentaires dans ces séquences (par exemple, après une scène érotique qui en réalité n'a jamais eu lieu, ou quand Kaede accuse Rin à tort d'avoir tué sa mère, jusqu'à ce qu'elle découvre la vérité), ou même les modifier (dans une scène, Mayumi augmente la taille de sa poitrine plusieurs fois avant de se faire repérer, produisant un effet comique).

## Personnages

### Principaux
- Rin Tsuchimi (土見稟, Tsuchimi Rin?) : le protagoniste des jeux précédents et de celui-ci, joué par le joueur.
- Kaede Fuyou (芙蓉楓, Fuyo Kaede?) : le principal personnage féminin de la série. Au début du jeu, elle tombe dans le coma et voit ses souvenirs altérés après que Primula ait déclenché un accident en utilisant sa magie.
- Sakura Yae (八重桜, Yae Sakura?) : un nouveau personnage. Amie d'enfance de Rin et Kaede, elle était dans les mêmes écoles qu'eux jusqu'à la fin du collège, après quoi elle est entrée dans un lycée de filles.
- Momiji Fuyou (芙蓉紅葉, Fuyo Momiji?) : la mère de Kaede. Elle aide Rin à entrer dans les souvenirs de Kaede pour les corriger.
- Primula (プリムラ, Purimura?)
- Asa Shigure (時雨亜沙, Shigure Asa?)
- Mayumi Thyme (麻弓タイム, Mayumi Taimu?) : Really? Really! est le premier jeu où Mayumi apparaît dans des scènes hentai.
- Nadeshiko Benibara (紅薔薇撫子, Benibara Nadeshiko?) : Really? Really! est le premier jeu où Nadeshiko peut être sélectionnée.

### Secondaires
- Lisianthus (リシアンサス, Rishiansasu?)
- Nerine (ネリネ, Nerine?)
- Ama Shigure (時雨亜麻, Shigure Ama?) : la mère d'Asa Shigure. Elle apparaît nue dans quelques scènes du jeu.
- Kareha (カレハ, Kareha?)
- Tsubomi (ツボミ, Tsubomi?) : la petite sœur de Kareha.
- Sage (セージ, Seji?) : le seul personnage qui vient du jeu Tick! Tack!.
- Eustoma (ユーストマ, Yusutoma?) : le roi des dieux, père de Lisianthus.
- Forbesii (フォーベシイ, Fobeshii?) : le roi des diables, père de Nerine.
- Itsuki Midoriba (緑葉樹, Midoriba Itsuki?)
- Mikio Fuyou (芙蓉幹夫, Fuyo Mikio?) : le père de Kaede.

## Musique
Thème d'ouverture : Remember memories par YURIA.
Thème de fin : Happy Dream par YURIA.